# Escola de Dança Diogo de Carvalho
Escola de Dança Diogo de Carvalho (EDDC)
A Escola de Dança Diogo de Carvalho (EDDC) foi criada a 1 de Setembro de 2007, em Leiria, pelo bailarino Diogo de Carvalho.
A Escola tem cerca de 300 alunos e 8 professores. que diariamente pocuram formar bailarinos, desenvolver as capacidades motoras das crianças, tornar a dança um hobby de rigor, amizade, integração e inter-ajuda e promover actividades culturais e de solidariedade social

## Modalidades
A EDDC lecciona 16 modalidades:
- Curso Pré-Profissional
- Iniciação ao Ballet e Dança Criativa
- Técnica de Dança Clássica
- Técnica de Pontas
- Técnica de Pas De Deux
- Técnica de Dança Contemporânea
- Repretório Clássico
- Hip Hop
- Jazz
- Ginástica e Flexibilidade
- Danças de Carácter
- Expressão Dramática
- Dance Fusion e Zumba
- Ballet e Jazz para adultos
- Pilates
- Danças de Salão e Latinas
- EDDC Fit

## Pólos
A EDDC conta, actualmente, com 8 pólos:
- Leiria
- Alvaiázere
- Santiago da Guarda
- Colmeias
- Juncal
- Cartaria
- Benedita
- Moinhos de Carvide

## Espectáculos
A EDDC procura realizar três grandes espectáculos por ano, um no Natal, o Segundo de comemoração do Dia Mundial da Dança e o terceiro de encerramento do ano lectivo. São também de destacar as inúmeras participações em espectáculos de angariação de fundos para causas sociais.
| Espectáculo                      | Data                        | Local                                         |
| -------------------------------- | --------------------------- | --------------------------------------------- |
| Uma Vez Num Sonho                | 17 de Dezembro de 2017      | Teatro José Lúcio da Silva                    |
| O Lago dos Cisnes                | 16 de Julho de 2017         | Teatro José Lúcio da Silva                    |
| Don Quixote                      | 30 de Abril de 2017         | Teatro José Lúcio da Silva                    |
| II Gala EDDC                     | 5 de Março de 2017          | Teatro José Lúcio da Silva                    |
| À Procura de Nemo na Piscina     | 22 e 23 de Dezembro de 2016 | Piscinas Municipais de Leiria                 |
| O Quebra Nozes                   | 28 de Dezembro de 2016      | Teatro José Lúcio da Silva                    |
| La Fille Mal Gardée              | 24 de Setembro de 2016      | Praça Rodrigues Lobo                          |
| La Fille Mal Gardée              | 24 de Julho de 2016         | Teatro José Lúcio da Silva                    |
| E Viveram Felizes Para Sempre    | 1 de Maio de 2016           | Teatro José Lúcio da Silva                    |
| Cinderella                       | 20 de Dezembro de 2015      | Teatro José Lúcio da Silva                    |
| Carmen                           | 19 de Julho de 2015         | Teatro José Lúcio da Silva                    |
| Frozen                           | 19 de Julho de 2015         | Teatro José Lúcio da Silva                    |
| A Menina Bailarina               | 3 de Maio de 2015           | Teatro José Lúcio da Silva                    |
| A Bela e o Monstro               | 20 de Dezmebro de 2014      | Teatro José Lúcio da Silva                    |
| A Bela Adormecida                | 20 de Julho de 2014         | Teatro José Lúcio da Silva                    |
| Música no Coração                | 4 de Maio de 2014           | Teatro José Lúcio da Silva                    |
| Na Fábrica do Dr. Coppélios      | 20 de Dezembro de 2013      | Teatro José Lúcio da Silva                    |
| Giselle                          | 14 de Julho de 2013         | Teatro José Lúcio da Silva                    |
| Cassilda Bailarina               | 14 de Julho de 2013         | Teatro José Lúcio da Silva                    |
| As Minhas Bonecas                | 1 de Maio de 2013           | Teatro José Lúcio da Silva                    |
| O Quebra Nozes                   | 22 de Dezembro de 2012      | Teatro José Lúcio da Silva                    |
| O Lago dos Cisnes                | 15 de Julho de 2012         | Teatro José Lúcio da Silva                    |
| Era Uma Vez na Terra da Dança    | 29 de Abril de 2012         | Teatro José Lúcio da Silva                    |
| I Gala EDDC                      | 11 de Março de 2012         | Teatro José Lúcio da Silva                    |
| Espectáculo de Natal             | 18 de Dezembro de 2011      | Teatro Miguel Franco                          |
| Dom Quixote                      | 17 de Julho de 2011         | Teatro José Lúcio da Silva                    |
| A Menina do Mar                  | 17 de Julho de 2011         | Teatro José Lúcio da Silva                    |
| O Quebra Nozes                   | 18 de Julho de 2010         | Teatro José Lúcio da Silva                    |
| Coppélia                         | 12 de Julho de 2009         | Teatro Cine de Pombal                         |
| O Pedro e o Lobo                 | 12 de Julho de 2009         | Teatro Cine de Pombal                         |
| A Branca de Neve e os Sete Anões | 20 de Julho de 2008         | Auditório do Instituto Português da Juventude |

## Prémios

### 2017
Vem Dançar
| Prémio   | Escalão / Categoria / Estilo    | Coreografia                    |
| -------- | ------------------------------- | ------------------------------ |
| 1º Lugar | Escalão A, Solo, Criativa       | "Sleeping"                     |
| 1º Lugar | Escalão A, Solo, Contemporâneo  | "Launi"                        |
| 1º Lugar | Escalão A, Solo, Jazz           | "Lolly Pop"                    |
| 1º Lugar | Escalão A, Grupo, Clássico      | "Suite Clássica"               |
| 1º Lugar | Escalão B, Solo, Criativa       | "Tuin"                         |
| 1º Lugar | Escalão B, Solo, Jazz           | "Bang bang"                    |
| 1º Lugar | Escalão B, Solo, Populares      | "Russa"                        |
| 1º Lugar | Escalão B, Solo, Urbana         | "Sweat Girl"                   |
| 1º Lugar | Escalão B, Dueto, Criativa      | "Adventure"                    |
| 1º Lugar | Escalão B, Dueto, Clássico      | "Oceans and Pearls"            |
| 1º Lugar | Escalão B, Grupo, Contemporâneo | "No meu Pátio"                 |
| 1º Lugar | Escalão C, Solo, Jazz           | "Work"                         |
| 1º Lugar | Escalão C, Solo, Populares      | "Húngara"                      |
| 1º Lugar | Escalão C, Solo, Urbana         | "Bad Girl"                     |
| 1º Lugar | Escalão C, Dueto, Populares     | "Tarantella"                   |
| 1º Lugar | Escalão C, Dueto, Urbanas       | "Get Ugly"                     |
| 1º Lugar | Escalão C, Grupos, Jazz         | "Midnight"                     |
| 1º Lugar | Escalão D, Solo, Contemporâneo  | "Brotjor"                      |
| 1º Lugar | Escalão D, Solo, Jazz           | "Womanizer"                    |
| 1º Lugar | Escalão D, Dueto, Clássico      | "As bonecas"                   |
| 1º Lugar | Escalão D, Dueto, Contemporâneo | "Desencontros"                 |
| 1º Lugar | Escalão E, Solo, Clássico       | "Siegfried Variation"          |
| 2º Lugar | Escalão A, Solo, Clássico       | "Colombine Variation"          |
| 2º Lugar | Escalão A, Dueto, Criativa      | "Bombons"                      |
| 2º Lugar | Escalão A, Grupo, Criativa      | "Kinder Earden"                |
| 2º Lugar | Escalão B, Solo, Criativa       | "Round"                        |
| 2º Lugar | Escalão B, Solo, Populares      | "Espanhola"                    |
| 2º Lugar | Escalão B, Dueto, Criativa      | "Catch Butterfly"              |
| 2º Lugar | Escalão B, Dueto, Jazz          | "Twenty Something"             |
| 2º Lugar | Escalão B, Grupo, Clássico      | "Primavera"                    |
| 2º Lugar | Escalão B, Grupo, Criativa      | "Strange Buckets"              |
| 2º Lugar | Escalão B, Grupo, Contemporâneo | "Up"                           |
| 2º Lugar | Escalão B, Grupo, Jazz          | "Candy Man"                    |
| 2º Lugar | Escalão C, Solo, Clássico       | "Cúpido"                       |
| 2º Lugar | Escalão C, Solo, Jazz           | "Piece of Me"                  |
| 2º Lugar | Escalão C, Dueto, Clássico      | "Camponesas"                   |
| 2º Lugar | Escalão C, Dueto, Jazz          | "Female"                       |
| 2º Lugar | Escalão C, Dueto, Populares     | "Castelhanas"                  |
| 2º Lugar | Escalão C, Grupo, Clássico      | "Quatro Cisnes"                |
| 2º Lugar | Escalão C, Grupo, Populares     | "Sevilhanas"                   |
| 2º Lugar | Escalão C, Grupo, Urbanas       | "EDDC Revolution Beat"         |
| 2º Lugar | Escalão D, Solo, Clássico       | "Variação do 3º Ato da Aurora" |
| 2º Lugar | Escalão D,Grupo, Clássico       | "Marinheiras"                  |
| 2º Lugar | Escalão D, Grupo, Contemporâneo | "Terra"                        |
| 2º Lugar | Escalão D, Grupo, Urbanas       | "EDDC Crew"                    |
| 2º Lugar | Escalão E, Dueto, Clássico      | "Pizziacto"                    |
| 3º Lugar | Escalão A, Solo, Clássico       | "Variação da Swanilda"         |
| 3º Lugar | Escalão A, Grupo, Criativa      | "Royal Red Cards"              |
| 3º Lugar | Escalão B, Solo, Clássico       | "Chamas de Paris"              |
| 3º Lugar | Escalão B, Dueto, Criativa      | "Nuvens Estranhas"             |
| 3º Lugar | Escalão B, Dueto, Contemporâneo | "Arrivals of the Birds"        |
| 3º Lugar | Escalão B, Grupo, Clássico      | "Seguidilha"                   |
| 3º Lugar | Escalão B, Grupo, Criativa      | "Wall"                         |
| 3º Lugar | Escalão B, Grupo, Contemporâneo | "Reviver"                      |
| 3º Lugar | Escalão B, Grupo, Jazz          | "Hot and Cold"                 |
| 3º Lugar | Escalão C, Solo, Contemporâneo  | "Ball"                         |
| 3º Lugar | Escalão D, Solo, Clássico       | "Fada do Açúcar"               |

### 2015
Vem Dançar
| Prémio   | Escalão / Categoria / Estilo    | Coreografia                   |
| -------- | ------------------------------- | ----------------------------- |
| 1º Lugar | Escalão A, Solo, Criativa       | “O Sonho”                     |
| 1º Lugar | Escalão A, Solo, Clássico       | “Columbine”                   |
| 1º Lugar | Escalão A, Grupo, Jazz          | “A Festa”                     |
| 1º Lugar | Escalão B, Solo, Criativa       | “No Jardim eu sou Feliz”      |
| 1º Lugar | Escalão B, Solo, Populares      | “Espanhola”                   |
| 1º Lugar | Escalão B, Solo, Jazz           | “Um Toque de Broadway”        |
| 1º Lugar | Escalão B, Dueto, Criativa      | “Roupa Branca”                |
| 1º Lugar | Escalão B, Dueto, Contemporâneo | “Arrival of the Birds”        |
| 1º Lugar | Escalão B, Grupo, Jazz          | “Shake it Off”                |
| 1º Lugar | Escalão C, Solo, Clássico       | “Diana and Acteon”            |
| 1º Lugar | Escalão C, Solo, Populares      | “Hungarian Dance”             |
| 1º Lugar | Escalão C, Solo, Jazz           | “Hot and Cold”                |
| 1º Lugar | Escalão C, Grupo, Populares     | “Dança Russa”                 |
| 1º Lugar | Escalão D, Solo, Contemporâneo  | “Legend”                      |
| 1º Lugar | Escalão E, Dueto, Clássico      | “Pizzicato”                   |
| 2º Lugar | Escalão A, Solo, Clássico       | “Chamas de Paris”             |
| 2º Lugar | Escalão A, Grupo, Clássico      | “Valsa da Primavera”          |
| 2º Lugar | Escalão A, Dueto, Criativa      | “As Fadas”                    |
| 2º Lugar | Escalão A, Grupo, Criativa      | “Your Lips are Moving”        |
| 2º Lugar | Escalão B, Solo, Clássico       | “Odalisca 3ª Variação”        |
| 2º Lugar | Escalão B, Grupo, Clássico      | “Corpo de Baile”              |
| 2º Lugar | Escalão B, Grupo, Contemporâneo | “Viva la Vida”                |
| 2º Lugar | Escalão B, Solo, Populares      | ”Mazurka”                     |
| 2º Lugar | Escalão C, Solo, Clássico       | “Entrada da Kitri”            |
| 2º Lugar | Escalão C, Solo, Jazz           | “Work B…”                     |
| 2º Lugar | Escalão C, Dueto, Clássico      | “Pérolas”                     |
| 2º Lugar | Escalão C, Dueto, Contemporâneo | “Time to Run”                 |
| 2º Lugar | Escalão C, Solo, Populares      | “Russian Dance”               |
| 2º Lugar | Escalão C, Grupo, Clássico      | “Trio das Odaliscas”          |
| 2º Lugar | Escalão C, Grupo, Jazz          | “Move”                        |
| 2º Lugar | Escalão D, Dueto, Urbanas       | “I’m Better Off You”          |
| 3º Lugar | Escalão A, Dueto, Criativa      | “Menina e sua Boneca”         |
| 3º Lugar | Escalão B, Solo, Contemporâneo  | “Child in Paradise”           |
| 3º Lugar | Escalão B, Grupo, Clássico      | “Valsa das Fadas”             |
| 3º Lugar | Escalão B, Grupo, Populares     | “Tarantella”                  |
| 3º Lugar | Escalão B, Grupo, Urbanas       | “Little EDDC Revolution Beat” |
| 3º Lugar | Escalão C, Solo, Jazz           | “Carmen XXI”                  |

### 2014
Semana Internacional de Bailado do Porto
| Prémio   | Escalão / Categoria / Estilo    | Coreografia    |
| -------- | ------------------------------- | -------------- |
| 3º Lugar | Escalão B, Grupo, Jazz          | “Time Goes By” |
| 3º Lugar | Escalão C, Grupo, Contemporâneo | “Terra”        |

### 2013
Vem Dançar
| Prémio   | Escalão / Categoria / Estilo    | Coreografia                   |
| -------- | ------------------------------- | ----------------------------- |
| 1º Lugar | Escalão A, Solo, Criativa       | “A Minha Sombrinha”           |
| 1º Lugar | Escalão A, Solo, Clássico       | “A Boneca”                    |
| 1º Lugar | Escalão A, Grupo, Clássico      | “Dance Classic”               |
| 1º Lugar | Escalão B, Solo, Clássico       | “Variação da Florina”         |
| 1º Lugar | Escalão B, Grupo, Criativa      | “Os Meus Soldadinhos”         |
| 1º Lugar | Escalão B, Solo, Contemporâneo  | “Vollmond”                    |
| 1º Lugar | Escalão B, Dueto, Contemporâneo | “Arrival of the Birds”        |
| 1º Lugar | Escalão B, Grupo, Jazz          | “Boys and Girls”              |
| 1º Lugar | Escalão B, Grupo, Urbanas       | “Little EDDC Revolution Beat” |
| 1º Lugar | Escalão C, Solo, Clássico       | “Variação Classic”            |
| 1º Lugar | Escalão C, Grupo, Clássico      | “Quatro Cisnes”               |
| 1º Lugar | Escalão C, Solo, Contemporâneo  | “Reflexos”                    |
| 1º Lugar | Escalão C, Grupo, Jazz          | “Take it”                     |
| 1º Lugar | Escalão D, Solo, Clássico       | “Entrada da Kittri”           |
| 1º Lugar | Escalão D, Solo, Contemporâneo  | “Na Sombra do teu Coração”    |
| 1º Lugar | Escalão D, Dueto, Contemporâneo | “Konfrontasi”                 |
| 1º Lugar | Escalão D, Grupo, Populares     | “Dança Espanhola”             |
| 1º Lugar | Escalão D, Grupo, Urbanas       | “EDDC Revotion Beat”          |
| 2º Lugar | Escalão A, Solo, Criativa       | “A Boneca”                    |
| 2º Lugar | Escalão A, Grupo, Criativa      | “Bonecas de Corda”            |
| 2º Lugar | Escalão A, Dueto, Clássico      | “Capuchinho Vermelho”         |
| 2º Lugar | Escalão A, Dueto, Criativa      | “Alecrim”                     |
| 2º Lugar | Escalão B, Solo, Clássico       | “Variação da Lise”            |
| 2º Lugar | Escalão B, Grupo, Criativa      | “Marionetas”                  |
| 2º Lugar | Escalão B, Grupo, Populares     | “Dance des Foulards”          |
| 2º Lugar | Escalão B, Grupo, Contemporâneo | “No meu Pátio”                |
| 2º Lugar | Escalão C, Solo, Clássico       | “Collumbine”                  |
| 2º Lugar | Escalão C, Grupo, Clássico      | “Marinheiras”                 |
| 2º Lugar | Escalão C, Solo, Contemporâneo  | “Nostradamos”                 |
| 2º Lugar | Escalão C, Grupo, Contemporâneo | “Desorekatua Mundo”           |
| 2º Lugar | Escalão E, Solo, Clássico       | “Variação da Aurora”          |
| 2º Lugar | Escalão D, Solo, Contemporâneo  | “Rumah Bandar Kemulian”       |
| 3º Lugar | Escalão A, Solo, Clássico       | “Variação da Lise”            |
| 3º Lugar | Escalão B, Solo, Contemporâneo  | “Spider”                      |
| 3º Lugar | Escalão B, Solo, Clássico       | “Cupido”                      |
| 3º Lugar | Escalão B, Grupo, Urbanas       | “Baby EDDC Revolution Beat”   |
| 3º Lugar | Escalão C, Solo, Contemporâneo  | “Escape”                      |
| 3º Lugar | Escalão D, Solo, Clássico       | “Fada Lilás”                  |
| 3º Lugar | Escalão D, Solo, Contemporâneo  | “Astig Force”                 |
| 3º Lugar | Escalão A, Solo, Criativa       | “Gatinho”                     |
| 3º Lugar | Escalão B, Dueto, Contemporâneo | “To Build a Home”             |
| 3º Lugar | Escalão A, Grupo, Criativa      | “Banheira”                    |

### 2012
Leiria Dance Competition
| Prémio   | Escalão / Categoria / Estilo     | Coreografia                    |
| -------- | -------------------------------- | ------------------------------ |
| 1º Lugar | Escalão 2, Grupo, Clássico       | “Small Swans”                  |
| 2º Lugar | Escalão 1, Grupo, Clássico       | “Suite Clássica”               |
| 2º Lugar | Escalão 2, Grupo, Caracter       | “Espanholas”                   |
| 2º Lugar | Escalão 2, Grupo, Contemporâneo  | “Els Refugiats de L’Holocaust” |
| 2º Lugar | Escalão 4, Duetos, Contemporâneo | “Basati Paradisua”             |
| 3º Lugar | Escalão 3, Grupos, Clássico      | “Small Girls”                  |
| 3º Lugar | Escalão 3, Grupos, Hip Hop       | “EDDC Revolution Beat”         |
| 3º Lugar | Escalão 4, Duetos, Contemporâneo | “Kemina Jyu”                   |

Vem Dançar
| Prémio   | Escalão / Categoria / Estilo    | Coreografia                   |
| -------- | ------------------------------- | ----------------------------- |
| 1º Lugar | Escalão A, Grupo, Clássico      | “Suite Clássica”              |
| 1º Lugar | Escalão C, Solo, Clássico       | “Variação Paysant”            |
| 1º Lugar | Escalão C, Solo, Contemporâneo  | “Laux Aeterena”               |
| 1º Lugar | Escalão D, Dueto, Clássico      | “Muñecos”                     |
| 1º Lugar | Escalão D, Dueto, Contemporâneo | “Basati Paradisua”            |
| 1º Lugar | Escalão D, Solo, Clássico       | “Variação Kittri 1º Acto”     |
| 1º Lugar | Escalão E, Solo, Clássico       | “Variação do Corsário”        |
| 2º Lugar | Escalão A, Solo, Clássico       | “Polaca”                      |
| 2º Lugar | Escalão A, Solo, Criativa       | “Espanhola”                   |
| 2º Lugar | Escalão B, Dueto, Contemporânea | “Setill Watters”              |
| 2º Lugar | Escalão B, Grupo, Populares     | “Espanholas”                  |
| 2º Lugar | Escalão B, Grupo, Urbanas       | “Little EDDC Revulution Beat” |
| 2º Lugar | Escalão C, Dueto, Clássico      | “Pérolas”                     |
| 2º Lugar | Escalão C, Grupo, Urbanas       | “EDDC Revolution Beat”        |
| 2º Lugar | Escalão C, Solo, Contemporâneo  | “Momentanement”               |
| 2º Lugar | Escalão D, Dueto, Clássico      | “Pas de Deux Paysant”         |
| 2º Lugar | Escalão D, Solo, Contemporânea  | “Travaled Thrue”              |
| 3º Lugar | Escalão A, Grupo, Criativa      | “Sho Preguiça”                |
| 3º Lugar | Escalão A, Solo, Criativa       | “Boneca”                      |
| 3º Lugar | Escalão C, Grupo, Populares     | “Dance des Foulards”          |
| 3º Lugar | Escalão C, Solo, Contemporânea  | “Estrambólica”                |
| 3º Lugar | Escalão D, Solo, Contemporâneo  | “The Ball”                    |

### 2011
| Prémio   | Escalão / Categoria / Estilo | Concurso                                           |
| -------- | ---------------------------- | -------------------------------------------------- |
| 3º Lugar | Escalão Sénior               | CDM Campeonato Nacional de Hip-Hop                 |
| 4º Lugar | Classificação Geral          | Concurso da Semana Internacional de Dança no Porto |
| 7º Lugar | Classificação Geral          | DançArt em Faro                                    |

### 2010
Vem Dançar
| Prémio                  | Escalão / Categoria / Estilo | Coreografia          |
| ----------------------- | ---------------------------- | -------------------- |
| 1º Lugar                | Escalão C, Solo, Clássico    | “Variação do Cupido" |
| Vem Dançar Profissional | Melhor Escola                |                      |

## Intercâmbios

### 2010[33]
A EDDC realiza um Intercâmbio de uma semana com a Escole de Dance Terpsishore de Saint Marie d’Oloron em França.

### 2013
A EDDC realiza um Intercâmbio de uma semana com a Escola de Ballet de Moscovo em Leiria, Portugal.

## Quadro de Mérito EDDC
Pedro Carvalho
- Admitido em 2012 na Escola Superior de Dança em Lisboa;
- Admitido em 2013 na Escola de Dança do Conservatório Nacional;

Jorge Silva
- Admitido em 2012 na Escola de Dança do Conservatório Nacional;

## Links
- EDDC
- EDDC Facebook
- Instagram EDDC